# Nagy Balázs (színművész)
Nagy Balázs (Budapest, 1974. november 25. –) magyar színész.

## Életpályája
A Közlekedés Gépészeti Szakközépiskolában végzett, gépjárműüzemi technikus képesítést szerzett. A Gór Nagy Mária Színitanodában ismerkedett meg a színészet alapjaival 1994-1997 között. Itt tanította többek között Medgyesi Mária, Barta Mária, Kolos István és Ádám Tamás. 1996-1997 között a Madách Kamarában, 1995-1998 között a székesfehérvári Vörösmarty Színházban is játszott. 1997-től a Győri Nemzeti Színház tagja, ahova Korcsmáros György szerződtette. 2005-től rendszeresen szerepel a Madách Színház előadásaiban is. 
A győri Nyugat-Magyarországi Egyetem Apáczai Csere János Karán és a Pécsi Tudományegyetemen is szerzett egy-egy diplomát. 2022-2025 között a Színház- és Filmművészeti Egyetem drámainstruktor szakos hallgatója.
2020 májusától egy rövid időre  Dézsi Csaba András, Győr polgármestere a színházért felelős polgármesteri biztosnak nevezte ki. 2020-tól a Győri Nemzeti Színház művészeti tanácsának tagja.

### Magánélete
Keresztapja Leblanc Győző operaénekes.
2002-ben megszületett kisfia, Máté Gergely, akinek édesanyja Kara Zsuzsanna, a Győri Balett táncművésze. Gyurmánczi Dia, balett-táncossal való kapcsolatából kislánya, Panka 2016-ban született. 2020-tól rövid ideig Széphalmi Júlia táncművésszel élt együtt. A Győr melletti Abdán él.

## Fontosabb színházi szerepei

### Győri Nemzeti Színház
- Frank Wildhorn - Jack Murphy: Rudolf – Taaffee gróf (miniszterelnök)
- Eisemann - K. Halász - Kellér: Fiatalság bolondság – Bán Sándor (hőstenor)
- Webber: Evita – Peron
- Kszel Attila: Jókai – Jókai / Flórián
- Hedry Mária – Móczár Bence: EternalGames – A végtelen játékai – Apa
- Dés-Böhm-Nemes-Korcsmáros-Horváth: Valahol Európában – Simon Péter
- Ray Cooney: Pénz az égből – Slater
- Moliéreː A képzelt beteg – Pourgalot, Argan orvosa
- Lionel Bart: Oliver – Bill Sykes, mestertolvaj
- Szente Vajk – Galambos Attila – Juhász Levente: Puskás – Vörös elvtárs / Alfredo di Stefano
- Marc Norman – Tom Stoppard – Lee Hall: Szerelmes Shakespeare – Marlowe
- Carlo Goldoni: Chioggiai csetepaté – Titta Nane, fiatal halász
- Sylvester Lévay – Michael Kunze: Elisabeth – Ferenc József

- Tasnádi István: Szibériai csárdás – Müller Áron, karmester
- Huszka Jenő- Bakonyi Károly- Martos Ferenc: Bob herceg – György herceg
- Fenyő Miklós – Egressy Zoltán: Aréna – Flipper, repülős
- Szörényi – Bródy: István, a király – István
- Presser-Sztevanovity-Horváth: A padlás – Barrabás, B. Barrabás, a gengszter / Révész, aki csak külsőleg azonos Barrabással
- Ábrahám – Löhner-Beda – Grünwald: Bál a Savoyban – Henri de Faublas márki
- Boris Pasternak: Doktor Zsivágó – Pása Antipov/Sztrelnyikov
- Beatles.hu
- Ludwig: Primadonnák – Leo Clark
- Petőfi Sándor: A helység kalapácsa – Fejenagy
- Rice-Webber: Jézus Krisztus szupersztár – Pilátus
- Bakonyi Károly-Szirmai Albert-Gábor Andor: Mágnás Miska – Pixi gróf
- Bolba Tamás-Szente Vajk-Galambos Attila: Csoportterápia – Ervin Iván
- Anderson-Rice-Ulvaeus: Sakk, a musical – Anatoly Sergievsky
- Márton Gyula: Csinibaba – Attila, árva hősünk, énekel
- Kacsoh-Heltai-Bakonyi: János vitéz – János vitéz, Kukorica Jancsi
- Frank Wildhorn- Leslie Bricusse: Jekyll & Hyde- Simon Stride
- Fenyő-Tasnádi: Aranycsapat – Angyal Gyuri
- Szomory: Györgyike drága gyermek – Glanz Hugó
- Wildhorn-Knighton: A Vörös Pimpernel – Percy Blakeney, Grappin és a Vörös Pimpernel
- Shakespeare: Hamlet – Laertes
- Larson: Rent – Mark
- Kander-Ebb-Masteroff: Kabaré – Clifford Bradshaw
- Prez-Idle: Spamalot – Sir Lancelot
- Webber: Macskák – Munkustrapp
- Webber: Volt egyszer egy csapat – John Kelly
- Stoker-Mészáros: Drakula – Jonathan Hanker
- Várkonyi-Béres: Egri csillagok – Hegedűs
- Kálmán: Csárdáskirálynő – Edvin
- Dickens-Müller: Isten pénze – Fiatal Scrooge
- Spiró: Koccanás – Srác
- Webber: Evita – Magaldi
- Kipling-Dés-Geszti: A dzsungel könyve – Sir Kán
- Kálmán: Marica grófnő – Zsupán Kálmán
- Fenyő-Tasnádi: Made in Hungária – Ricky
- Kander-Ebb-Fosse: Chicago – Billy Flinn
- Vajda-Fábri: Anconai szerelmesek – Lucrezio
- Fényes-Harmath: Maya – Charlie
- Pitchford-Bobbie-Snow: Rongyláb – Willard Hewitt
- Hunyady-Makk-Bacsó-Tasnádi: A vöröslámpás ház – Kelepei Jenő
- Webber: Volt egyszer egy csapat – John
- Schönberg: Miss Saigon – Chris
- Bereményi: Az arany ára – Dr. Ridovics
- Dés: Valahol Európában – Hosszú
- Stein-Bock-Harnick: Hegedűs a háztetőn – Percsik
- Schönberg: Nyomorultak – Marius
- Huszka: Mária főhadnagy – Jancsó Bálint
- Jacobs-Cassey: Grease – Danny Zuk
- MacDermot: Veronai fiúk – Valentin
- Fenyő-Novai: Hotel Menthol – Zsilett
- Thomas: Charley nénje – Jack Topplebe
- Shakespeare: Othello – Cassio
- Bernstein: West Side Story – Riff
- MacDermot: Hair – Hud, Bukowski
- Hamlish: Kapj el

### Madách Színház
- Disney-Cameron Mackintosh: Mary Poppins – George Banks
- Derzsi György – Meskó Zsolt: A tizenötödik – Görgei Artúr
- Rice – Webber: Jézus Krisztus Szupersztár – Péter
- Tolsztoj-Kocsák-Miklós: Anna Karenina – Vronszkij
- Vizy-Tóth: Én, József Attila – Illyés Gyula
- Andersson-Ulvaeus-Anderson-Johnson-Craymer: Mamma Mia! – Sam Carmichael
- Boublil – Schönberg: Nyomorultak – Enjolras
- Bolba-Szente-Galambos: Meseautó – Szűcs János, bankigazgató, Péterffy Tamás, autószalon tulajdonos
- Idle-DuPrez: Spamalot – Sir Lancelot (Francia gúnyolódó, FŐ-NI lovag, Tim, a varázsló)
- Agatha Christie: Váratlan vendég – Julian Farrar
- Norman-Stoppard-Hall: Szerelmes Shakespeare – Ned / Mercutio
- Bolba-Galambos-Orosz-Szente-Szirtes: Poligamy – András
- Webber-Elton-Bródy: Volt egyszer egy csapat – John

### Veres1 Színház
- Peter Schaffer: Rövidzárlat – Brindsley Miller
- Jeffrey Lane – David Yazbek – Pedro Almodovar: Nők az idegösszeomlás szélén – Taxisofőr
- Presser-Sztevanovity-Horváth: A padlás – Barrabás / Révész

### Karinthy Színház
- Gyurkovics Tibor: Nagyvizit – Főorvos

## Film- és tévészerepei
- Gólkirályság (2024) ...Újságíró
- Csepp barát (2022) ...Kerekesszékes férfi
- Jóban rosszban (2014-2020)[10] ...Kollár Mihály
- Zsaruvér és Csigavér I.: A királyné nyakéke (2001) ...Varga Richárd
- Sacra Corona (2001)
- Komédiások – Színház az egész... (2000)
- Zimmer Feri (1997)
- Szomszédok (1995)

## Díjai és kitüntetései
- Szent István ösztöndíj
- 2012. Kisfaludy-díj
- 2012. Győr Művészetéért díj
- 2013. TAPS-díj
- 2014. Szent István-díj